# Kosovos flagga
Kosovos flagga antogs av Kosovos parlament omedelbart efter Kosovos unilaterala självständighetsförklaring från Serbien den 17 februari 2008.
Flaggan är resultatet av en internationell designtävling som organiserades av FN-stödda PISG, vilken fick nästan 1 000 bidrag. Den nuvarande designen är en variant av ett förslag designat av Muhamer Ibrahimi. Den visar sex vita stjärnor i en båge över en guldfärgad karta över Kosovo med en blå bakgrund. Stjärnorna symboliserar Kosovos sex stora etniska grupper.

## Design och användning

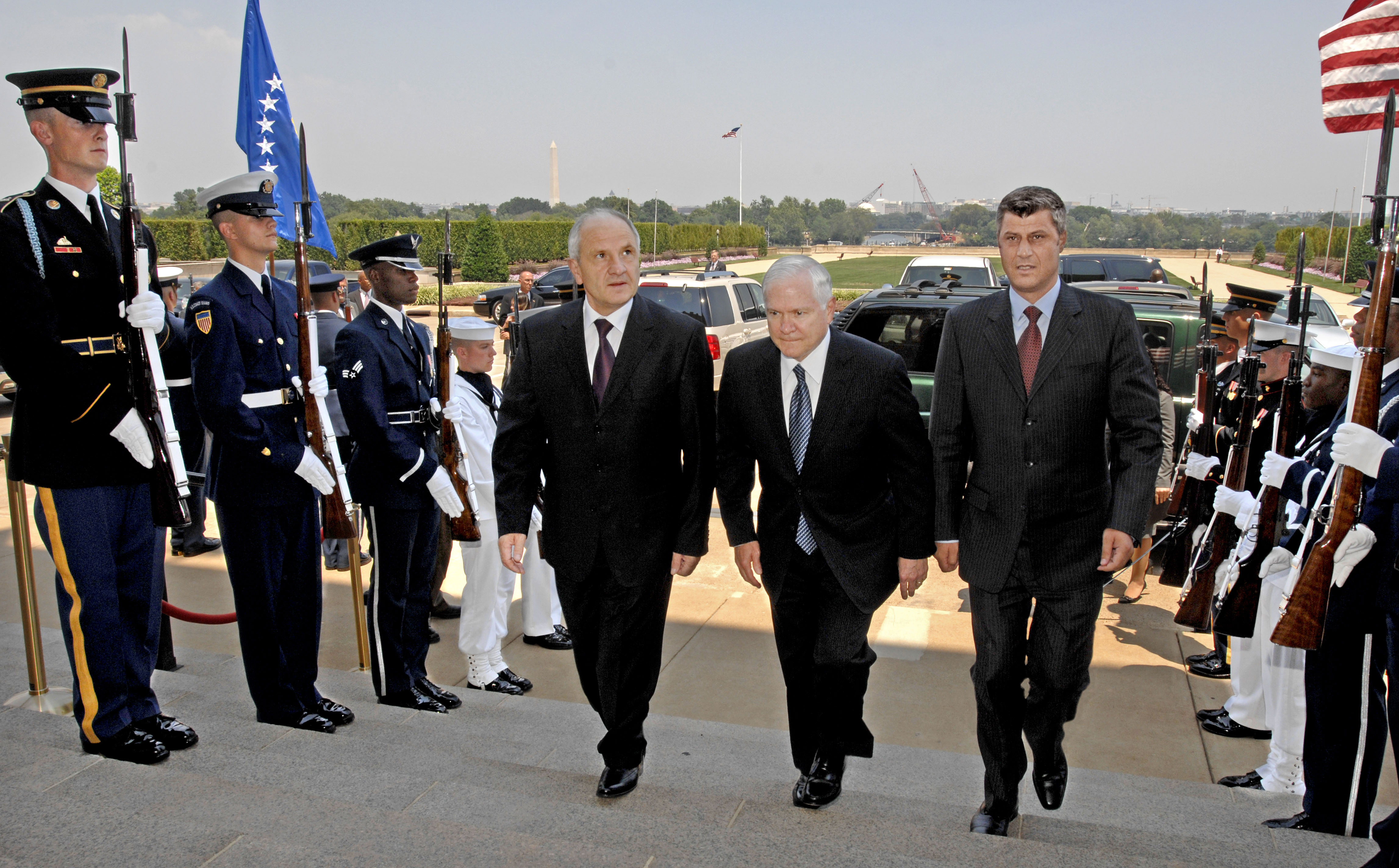
Kosovos flagga vid Pentagon, USA den 18 juli 2008.

Kosovos flagga har en blå bakgrund, fylld med en guldfärgad karta över Kosovo och sex vita stjärnor. Stjärnorna symboliserar officiellt Kosovos sex stora etniska grupper: albaner, serber, turkar, goraner, romer (ofta grupperade med ashkali och egyptier) och bosniaker. Flaggans proportioner är 2:3. Färgerna och tolkningen av flagga har ännu inte definierats: dock anger ett officiellt regeringsdokument flaggans färger med CMYK.. Flaggans icke-officiella RGB-värden har manuellt utvunnits sedan 2009. Användningen av flaggan regleras av lagen "Lag om användning av Kosovos statssymboler". Dock invänder Serbiens regering mot användning av flaggan vid internationella möten och sammankomster.
| System        | Blå        | Guld       | Vit      |
| ------------- | ---------- | ---------- | -------- |
| CMYK          | 98-52-0-36 | 0-19-51-18 | 0-0-0-0  |
| Hexadecimaler | 03 4E A2   | D2 AB 67   | FF FF FF |

Flaggan liknar Bosnien och Hercegovinas flagga i termer av färger och utseende som används (vita stjärnor och ett gult utseende på landet på ett blått fält). Flaggan är ovanlig bland nationalflaggor i och med att den använder en karta över landet som emblem; endast Cyperns flagga har samma emblem.